# Östasjön
Östasjön är en sjö i Heby kommun i Uppland och ingår i Dalälvens huvudavrinningsområde. Sjön har en area på 0,156 kvadratkilometer och ligger 56 meter över havet. Östasjön ligger i Färnebofjärden syd Natura 2000-område.

## Delavrinningsområde
Östasjön ingår i det delavrinningsområde (667253-155241) som SMHI kallar för Utloppet av Östasjön. Medelhöjden är 59 meter över havet och ytan är 2,79 kvadratkilometer. Det finns inga avrinningsområden uppströms utan avrinningsområdet är högsta punkten. Vattendraget som avvattnar avrinningsområdet har biflödesordning 2, vilket innebär att vattnet flödar genom totalt 2 vattendrag innan det når havet efter 88 kilometer. Avrinningsområdet består mestadels av skog (38 procent) och sankmarker (57 procent). Avrinningsområdet har 0,15 kvadratkilometer vattenytor vilket ger det en sjöprocent på 5,5 procent.